# Donna Stone
Donna Stone (17 gennaio 1957) è un'ex schermitrice statunitense.

## Palmarès
In carriera ha conseguito i seguenti risultati:
- Giochi Panamericani:

L'Avana 1991: oro nella spada a squadre.
Mar del Plata 1995: oro nella spada a squadre.